# Каран-Єлга (Туймазинський район)
Кара́н-Єлга́ (рос. Каран-Єлга, башк. Ҡаранйылға) — присілок (в минулому селище) у складі Туймазинського району Башкортостану, Росія. Входить до складу Кандринської сільської ради.
Населення — 9 осіб (2010; 10 у 2002).
Національний склад:
- башкири — 100 %